# Referendum istituzionale nello Stato del Vietnam del 1955
Il referendum istituzionale nello Stato del Vietnam del 1955 si tenne il 23 ottobre e fissò la forma di governo del Paese, che divenne ufficialmente la Repubblica del Vietnam. I due contendenti erano l`ex imperatore e capo di stato in carica, Bảo Đại, simbolo della soluzione monarchica, e il primo ministro in carica Ngô Đình Diệm, che proponeva una soluzione repubblicana.

## Antefatti
L'imperatore del Vietnam, Bảo Đại, che aveva regnato sul paese già dal 1926 al 1945, anche sotto l'occupazione giapponese, era fuggito in esilio a Hong Kong nell'agosto 1945 a causa della presa del potere dei comunisti del Viet Minh nel paese, dopo la capitolazione nipponica e la fine della Seconda guerra mondiale. Tuttavia, nel 1949 il governo di Parigi, nonostante riconoscesse una formale indipendenza del nuovo Vietnam nell'ambito dell'Unione Francese, mentre era in lotta con la nascente guerriglia comunista in tutto il paese, ripristinò la monarchia di Bảo Đại, di nuovo come sovrano di uno Stato del Vietnam che aveva ancora tutte le fattezze di una colonia europea. La figura imperiale non godeva poi di grande popolarità, a causa delle sue simpatie francofile, per essere stato anche il fantoccio principale degli invasori giapponesi, oltre ad essere famoso per la sua vita immersa nel lusso a corte e nei suoi esili. Venuto meno l'appoggio francese nel 1955, di fatto sconfitto dalle offensive comuniste (che avevano stabilito legalmente nel 1954 il Vietnam del Nord con capitale Hanoi), con la definitiva partenza dell'esercito di Parigi dalla sua ex colonia in favore dell'arrivo statunitense, il governo sudvietnamita nonostante fosse anticomunista decise di indire un referendum istituzionale per il 23 ottobre 1955 per stabilire se mantenere la monarchia o creare una Repubblica, anche per via dell'impopolarità e del collaborazionismo passato del sovrano. Il referendum fu, tuttavia, fortemente voluto e pilotato dal governo autoritario del primo ministro cattolico e vietnamita Ngô Đình Diệm, già celebre per le sue posizioni ostili al buddhismo, che pianificava di creare un regime presidenziale nella sua persona e riunificare i due Vietnam.

## La campagna elettorale
Diệm personalizzò immediatamente la campagna elettorale, impostandola su attacchi personali contro il capo dello stato, dipinto come un vizioso donnaiolo ubriacone venduto ai francesi e dimentico delle esigenze della popolazione, delegittimato come imperatore (il cui mandato era in teoria teocratico) dai suoi stessi vizi. La stampa ribadì le accuse, arrivando a pubblicare pochi giorni prima del voto un fumetto dichiaratamente pornografico di Bảo Đại con le sue supposte amanti. I toni usati sono stati definiti da Joseph Buttinger, all'epoca vicedirettore per il Vietnam dell`ONG International Rescue Committee, "vergognosi".
Furono denunciate violenze e intimidazioni diffuse ed anche uccisioni, soprattutto nelle zone dove più forte era atteso il sostegno alla monarchia: a Huế, antica capitale della dinastia Nguyễn furono arrestate 1.200 persone.
La campagna elettorale per la monarchia non vi fu perché il decreto d'indizione del referendum la proibiva. Oltre a questo, Diệm vietò a Bảo Đại (che si trovava all`estero quando era stato indetto il referendum) di rientrare in Vietnam.

## Le votazioni
Il voto non era segreto, perché la scheda elettorale consisteva in un cartoncino da dividere in due parti e l'elettore doveva imbucare nell'urna quella per cui intendeva votare, la rossa con l'immagine di Ngô Đình Diệm o la verde con l'immagine di Bảo Đại. Nella cultura vietnamita, il rosso è il colore della felicità, mentre il verde rappresenta la sfortuna.

## Esito del voto
| Opzione                       | Voti      | %      |
| ----------------------------- | --------- | ------ |
| Monarchia                     | 63.017    | 1,09   |
| Repubblica                    | 5.721.735 | 98,91  |
| Voti bianchi e nulli          | 0         | –      |
| Totale                        | 5.784.752 | 100    |
| Elettori registrati/affluenza | 5.335.668 | 108,42 |
| Fonte: Direct Democracy       |           |        |

I risultati diedero la repubblica vincente col 98,2% dei voti, ma il referendum fu caratterizzato da marcati brogli elettorali tanto da essere un plebiscito del tutto pilotato.
Nella capitale, Saigon, all`opzione sostenuta da Diệm furono attribuiti più di 600.000 voti a fronte di circa 450.000 iscritti al voto; in altre zone ricevette voti che superavano del 90% il numero degli elettori iscritti, incluse regioni rurali in cui gruppi d`opposizione boicottavano il voto; in tutto la repubblica ebbe 386.000 voti in più degli aventi diritto.

## Conseguenze
Ngô Đình Diệm si proclamò immediatamente presidente della Repubblica del Vietnam del Sud e diede vita ad un regime sempre più repressivo, fino al colpo di Stato che lo uccise nel 1963.
Bảo Đại continuò a vivere in esilio e morì a Parigi nel 1997.
Dal punto di vista della politica internazionale, le principali conseguenze furono che le elezioni contestuali nel Vietnam del Sud e in quello del Nord che avrebbero dovuto riunificare il paese non si tennero mai e la riunificazione passò per la sanguinosa guerra del Vietnam; e che gli Stati Uniti sostituirono definitivamente la Francia come potenza nella regione.